# Œting
Œting é uma comuna francesa na região administrativa de Grande Leste, no departamento de Moselle. Estende-se por uma área de 4,39 km². Em 2010 a comuna tinha 2 742 habitantes (densidade: 624,6 hab./km²).